# Lindernia alsinoides
Lindernia alsinoides é uma espécie botânica do gênero Lindernia pertencente à família Linderniaceae.